# Gortyna leucographa
Gortyna leucographa är en fjärilsart som beskrevs av Moritz Balthasar Borkhausen 1792. Gortyna leucographa ingår i släktet Gortyna och familjen nattflyn. Inga underarter finns listade i Catalogue of Life.